# 다리우스 올라루
다리우스 두미트루 올라루(루마니아어: Darius Dumitru Olaru, 1998년 3월 3일 ~ )는 루마니아의 프로 축구 선수로, 리가 I 클럽 FCSB에서 미드필더로 뛰며 주장직을 맡고 있으며 루마니아 국가대표팀 소속이다.
고향 팀인 가즈 메탄 메디아슈에서 선수 생활을 시작한 올라루는 루마니아 1부 리그에서 100경기 이상 출전한 뒤, 2020년에 FCSB로 이적하였다. 그는 이적 첫해에 쿠파 로므니에이 우승을 차지했고, 2023–24년 시즌에는 리그 우승을 경험했다.
국가대표 경력으로는 2019년과 2021년 두 차례 UEFA U-21 축구 선수권 대회에 루마니아 U-21 국가대표팀으로 참가했다. 그 후 2021년 6월, 조지아와의 친선 경기에서 1-2로 패하며 루마니아 국가대표팀에 정식으로 데뷔했고, UEFA 유로 2024 대표팀에 선발되어 16강에 진출했다.

## 구단 경력

### 가즈 메탄 메디아슈
올라루는 2015년 8월 29일, 가즈 메탄 메디아슈 소속으로 UTA 아라드와의 2부 리그 경기에서 2-1 승리를 거두며 프로 데뷔를 했다. 그는 해당 시즌 동안 12경기에 출전하여 2골을 기록했으며, 고향 팀인 가즈 메탄 메디아슈는 1년 만에 리가 I에 복귀했다.
올라루는 2016년 9월 19일, 아스트라 지우르지우를 상대로 2-0 승리를 거두며 리가 I 데뷔 전을 치렀다. 2017년 5월 23일, 그는 콘코르디아 키아지나를 상대로 3-0 승리에서 첫 번째 리그 골을 페널티킥으로 기록했다.

### FCSB
2018년 초, 올라루는 리가 I의 또 다른 팀인 FCSB와 사전 계약을 체결했으나, 이적료 합의가 이루어지지 않아 이적이 일시적으로 무산되었다. 이후 2019년 5월, 수도권 팀은 다시 관심을 보였고, 그는 공개되지 않은 금액으로 계약을 체결했으며, 2020년 초 팀에 합류하게 되었다. FCSB는 올라루의 영입을 위해 CFR 클루지를 제치고 높은 이적료를 제시한 것으로 전해졌다. 이 시점에서 올라루는 감독인 단 페트레스쿠에게 높은 평가를 받았다.
올라루는 2020년 1월 7일, FCSB의 선수로 공식 발표되었으며, 27번 유니폼을 배정받았다. 그는 2월 2일 CFR 클루와의 경기에서 0-1 패배로 첫 출전했으며, 4일 후 볼룬타리와의 경기에서 2-1 승리를 이끈 선제골을 기록했다.
2020년 8월 27일, 올라루는 UEFA 유로파리그 1차 예선에서 시라크와의 경기에서 선발 출전해 득점하며 유럽 대항전 데뷔 전을 치렀다. 이 경기는 3-0 승리로 마무리되었다. 클럽에서의 첫 풀시즌을 마친 올라루는 리그에서 30경기에 출전해 7골을 기록했으며, 리가 프로페시오니스타 드 페트볼에 의해 2020–21년 시즌 리가 I 올해의 팀에 선정되었다.

## 국가대표팀 경력
2020–21년 시즌 동안 올라루가 좋은 활약을 펼치자, 그 사이 국가대표팀 감독으로 승격된 미렐 러도이는 2021년 6월 2일, 조지아와의 평가 전에서 그를 선발로 기용하며 루마니아 국가대표팀 데뷔 전을 치르게 했다. 해당 경기는 1-2로 패했다.
올라루는 UEFA 유로 2024 예선에서 대부분 교체 선수로 여섯 경기에 출전했으며, 루마니아는 조 1위로 예선을 마쳤다. 2024년 6월 7일, 그는 본선 명단에 포함되었다. 올라루는 벨기에와의 조별 리그 경기에서 0-2로 패한 경기와 네덜란드와의 16강전에서 0-3으로 패한 경기 모두 교체로 출전했다.